# 新岩区域
新岩区域（シナムくいき）は、朝鮮民主主義人民共和国咸鏡北道清津市に属する区域。同市の中心部の東側に所在する。

## 行政区画
10洞を管轄する。
- 観海洞（クァネドン）
- 校洞（キョドン）
- 槿花洞（クヌァドン）
- 西興洞（ソフンドン）
- 新岩洞（シナムドン）
- 新津洞（シンジンドン）
- 恩恵洞（ウネドン）
- 天摩洞（チョンマドン）
- 浦項洞（ポハンドン）
- 海岸洞（ヘアンドン）

## 歴史
新岩区域は1960年に設置された。

### 年表
この節の出典
- 1960年10月 - 咸鏡北道清津市槿花洞・新津洞・観海洞・西興洞・中央洞・天摩洞・新岩洞・明星洞・校洞・東西水羅里・大西水羅里をもって、清津市新岩区域を設置。(9洞2里)
  - 中央洞が浦項洞に改称。
- 1963年11月 - 清津市の昇格に伴い、清津直轄市新岩区域となる。(9洞2里)
- 1970年7月 - 清津直轄市の降格に伴い、咸鏡北道清津市新岩区域となる。(9洞2里)
- 1977年11月 - 清津市の昇格に伴い、清津直轄市新岩区域となる。(9洞2里)
- 1981年 - 明星洞が海岸洞に改称。(9洞2里)
- 1985年7月 - 清津直轄市の降格に伴い、咸鏡北道清津市新岩区域となる。(10洞)
  - 東西水羅里・大西水羅里が合併し、恩恵洞が発足。

## 交通
- 清津港線
  - 清津港駅

## 施設
- 中華人民共和国総領事館[2]